# Tania Cagnotto
Tania Cagnotto (n. 15 mai 1985, Bozen, Italia) este o săritoare în apă ce a reprezentat Italia, medaliată olimpică. A participat la 5 ediții ale Jocurilor Olimpice (2000, 2004, 2008, 2012, 2016) în care a câștigat o medalie de argint și o medalie de bronz.